# Erateina ianthe
Erateina ianthe là một loài bướm đêm trong họ Geometridae.